# إيرنيستو تيرا
إيرنيستو تيرا (بالإيطالية: Ernesto Terra)‏ (28 مايو 1978 في إيطاليا - ) هو لاعب كرة قدم إيطالي في مركز الدفاع. لعب مع أتالانتا ونادي بيسكارا ونادي كاتانيا وسورينتو كالتشيو ‏ وASD Cassino Calcio 1924 ‏ وAC Isola Liri ‏ ونادي أريتسو وASD GC Sora ‏ وRenato Curi Angolana ‏ ونادي غروسيتو.

## وصلات خارجية
- إيرنيستو تيرا على موقع قاعدة بيانات كرة القدم.إي يو (الإنجليزية)
- إيرنيستو تيرا على موقع عالم كرة القدم.نت (الإنجليزية)